# Josephina (Straße)

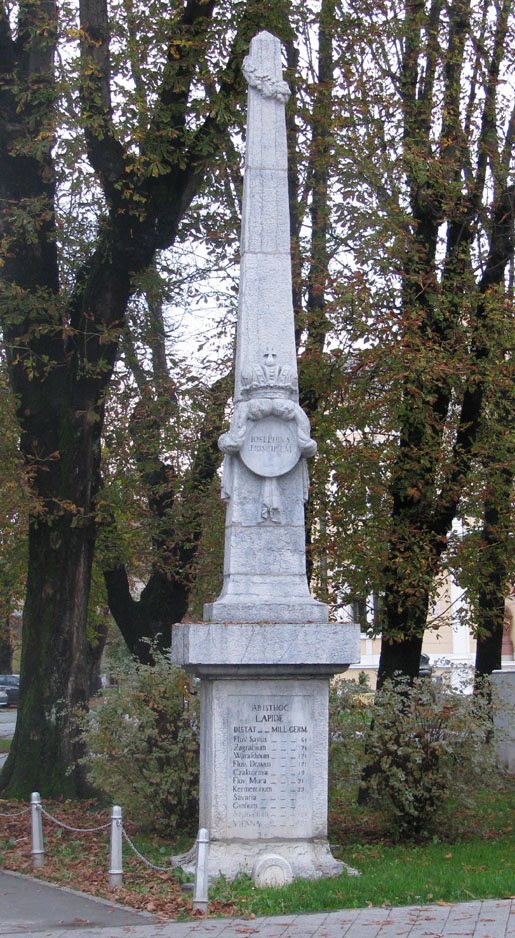
Obelisk in Karlovac

Die Josephina (kroat. Jozefina, Jozefinska cesta, lat. via Josephina, dt. auch Josefiner Straße) ist eine historische Straße in Kroatien, die die Stadt Senj an der Adria-Küste mit der Stadt Karlovac und der pannonischen Tiefebene verbindet. Sie quert die Dinarischen Alpen in 700 m Höhe am Vratnik-Pass zwischen Senj und Brinje sowie den Kapela-Pass zwischen Brinje und Josipdol.

## Geschichte
Bereits von den Römern wurde sie als Salzstraße genutzt, später im Mittelalter wurde sie auch für den Transport von Holz und anderen Gütern wichtig. Gegen Ende der frühen Neuzeit beauftragte Kaiser Joseph II. den Ausbau der 113 km langen Straße, der zwischen 1775 (bzw. nach alternativen Angaben 1770) und 1779 ausgeführt wurde. Hintergedanke des Neubaus war die Verbesserung des ungarischen Handels. Josip Filip Vukasović, Erbauer der Luisenstraße, ist auch für diese Straße verantwortlich.
Weitere Verbesserungen fanden während der Zeit der französischen Besetzung statt. Die Luisenstraße von Karlovac nach Rijeka sorgte allerdings auch für einen Niedergang des Passagier- und Güterverkehrs auf der Straße ab dem Jahr 1811. Besondere Verdienste erlangte daher Josip Kajetan Knežić, der in den Jahren 1833 bis 1845 einen Neubau der Straße im Abschnitt zwischen Josipdol und Senjska Draga umsetzte, wodurch es keine Steigungen über sechs Prozent mehr gab. Knežić war zuvor Kadett im Infanterie-Regiment von Vukasović und hatte sich bereits mit anderen Straßenbauprojekten ausgezeichnet.
Die Straße wurde zwar stetig weiter modernisiert, war jedoch erst gegen Ende der 1970er Jahre durchgehend asphaltiert. Auch heute noch ist sie eine wichtige Verbindung zwischen der Küste und dem Hinterland: als Nationalstraße D23 verbindet sie zwischen Senj und Žuta Lokva die Küstenstraße mit der Autobahn A1. Der Kapela-Pass wird von der A1 durch den Mala Kapela-Tunnel umgangen.

## Sehenswürdigkeiten
Im Zusammenhang mit der ersten Verbindung steht der Obelisk in Karlovac, der den Anfangspunkt der Straße markiert und neben dem sich heute ein zusätzlicher Stein mit einer Null befindet. Der Obelisk trägt u. a. die lateinische Inschrift Iosephinae principium (Anfang der Josephina). Den Endpunkt markiert das Stadttor Velika vrata in Senj auf dessen Schlussstein die Worte Josephina finis (Ende der Josephina) stehen. Daneben gehören historische Brunnen, imposante Brücken sowie Kapellen zur Ausstattung der Straße. So befindet sich an der kaiserlichen Quelle (Carskog vrila) eine Gedenktafel für Knežić, die seine Verdienste aufzählt, sowie die Michaelskapelle (kapela sv Mihovila).
Nicht endgültig geklärt ist die Rolle der Fontana Rožić nordöstlich von Modruš. Sie soll erst aus dem Jahr 1833 stammen, passt in ihrer Beschreibung aber auffällig genau zu der schon sehr viel früher beschriebenen Ausstattung der Straße, zu der es im Jahr 1794 in der Ökonomisch-technologischen Encyklopädie von Johann Georg Krünitz heißt: „Nach jeder Meile steht ein Meilen-Zeiger von weißem Marmor, oben mit einer Sonnen-Uhr versehen, und alle 2 Meilen erblickt man eine hohe Pyramide von weißem Marmor, die gleichfalls mit einer Sonnen-Uhr geziert ist, und auf beyden Seiten zugleich Wasser für den Wanderer fließen läßt, auf einer derselben auch ein Bassin hat, um das Vieh zu tränken.“ Ähnliche Elemente weist die Fontana Rožić auf, trägt allerdings heute eine Inschrift, die auf Kaiser Franz hindeutet: Ardua viae Iosephina Imper. Franciscus superavit. Grati procedite viatores. Laut Petar Feletar gab es früher 13 Meilensteine entlang der Straße.

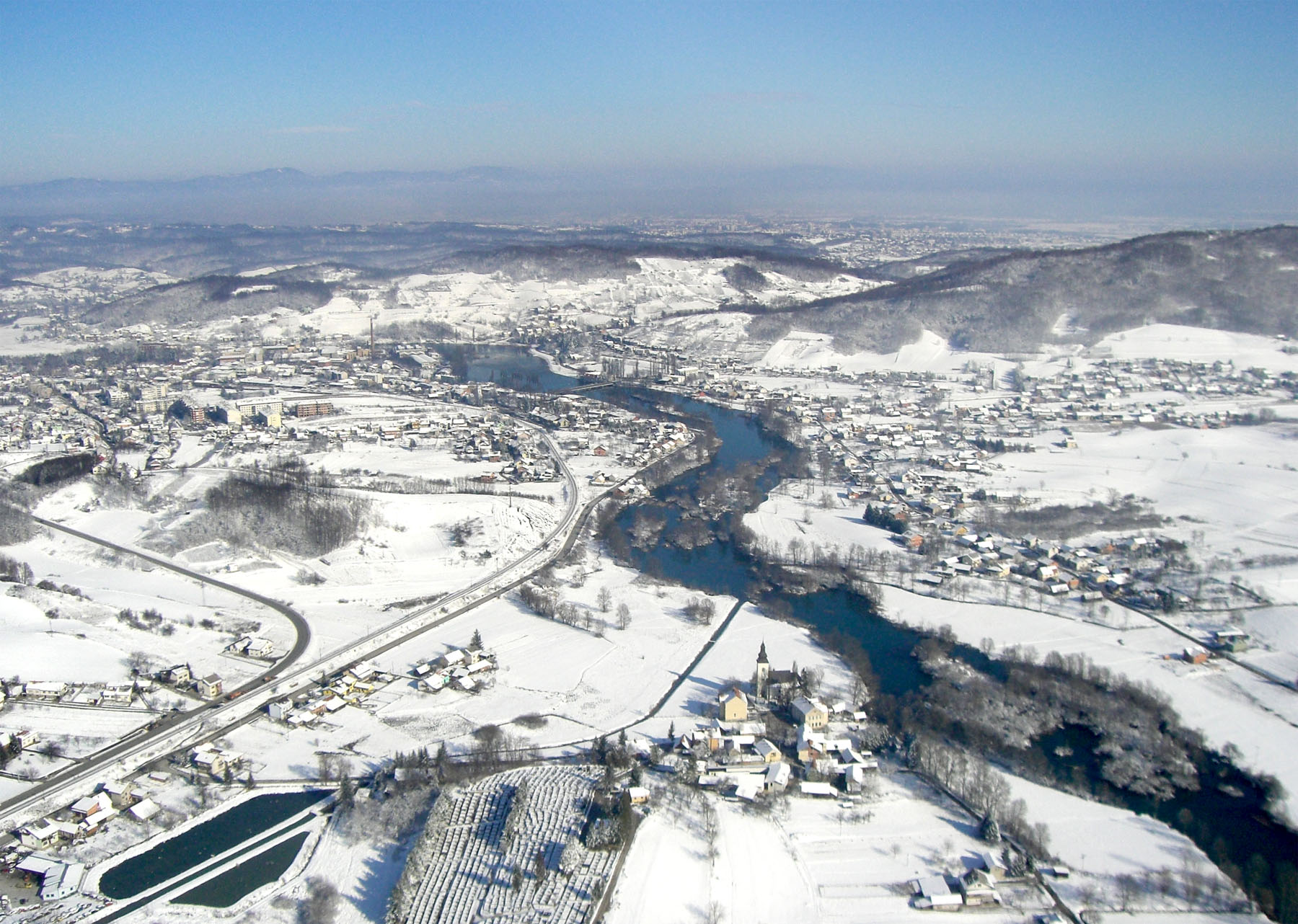
Blick auf Duga Resa mit der Josephina
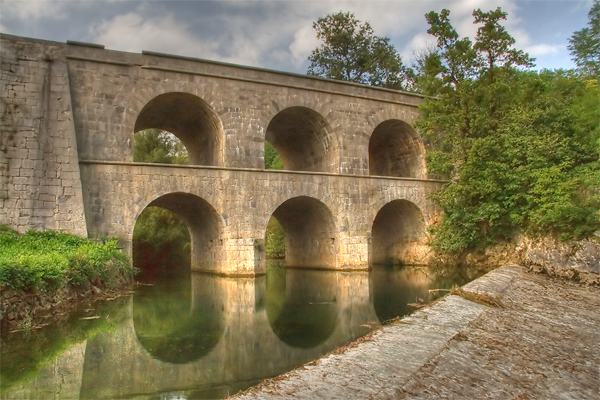
Die Brücke von Tounj
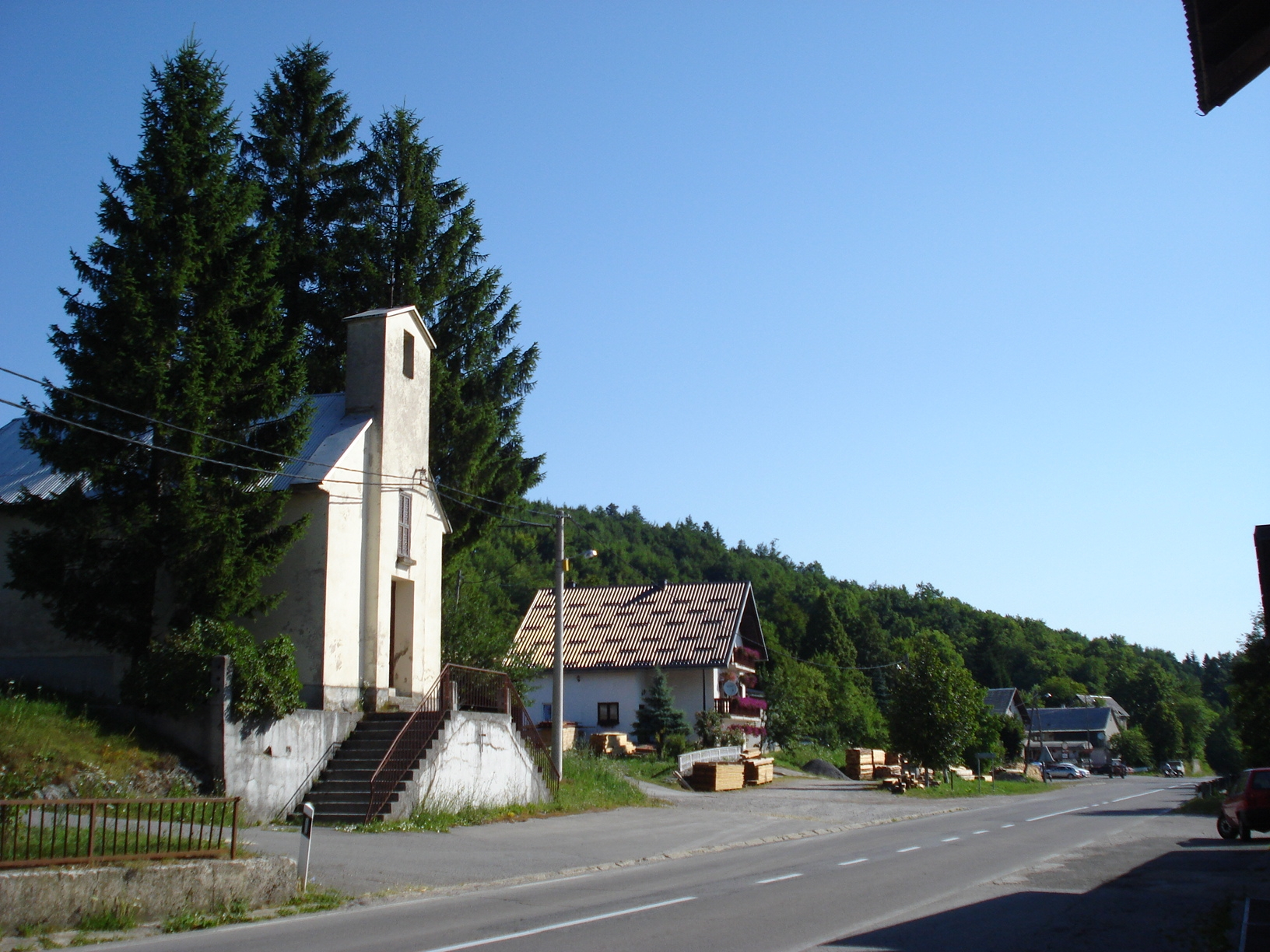
Kapelle in Modruš
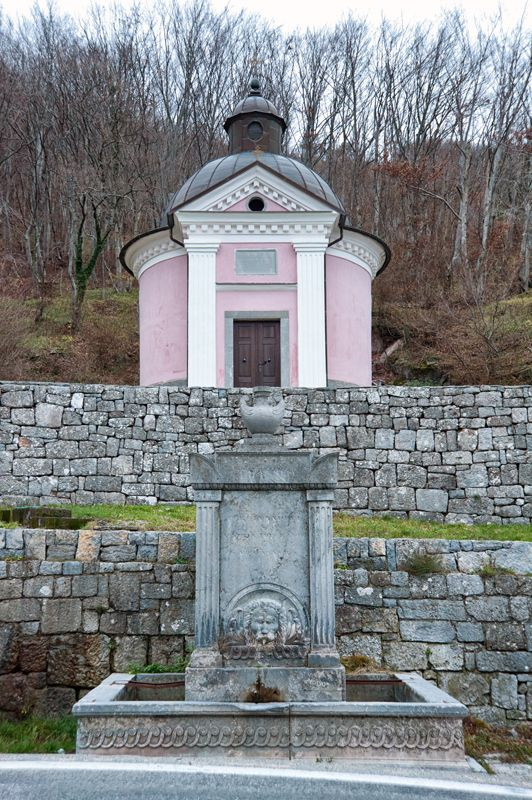
Carskog vrila mit der Michaelskapelle
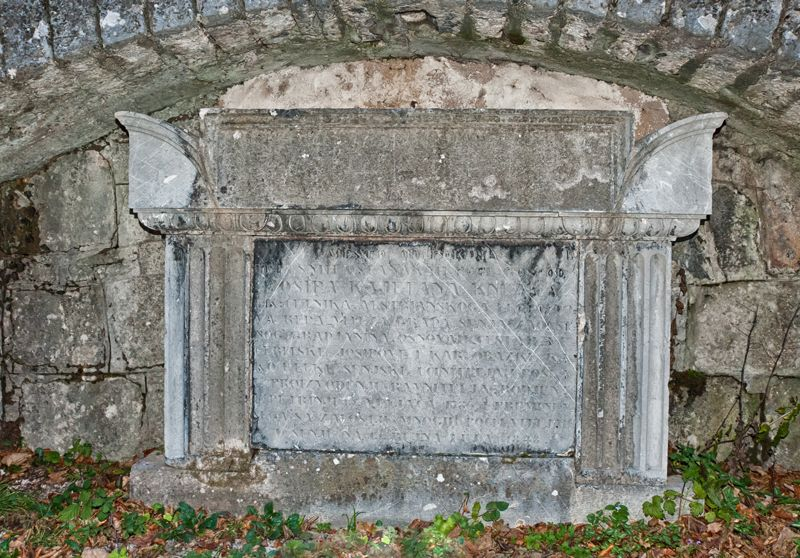
Knežić-Gedenktafel an der Carskog vrila
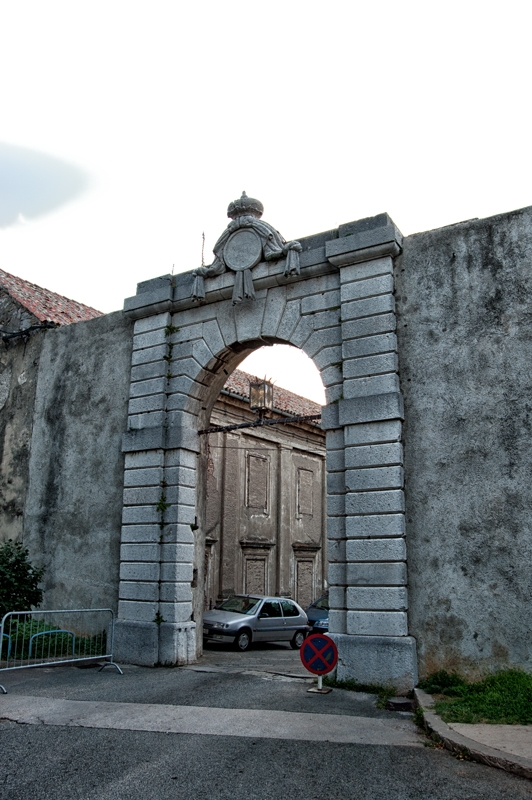
Velika vrata in Senj
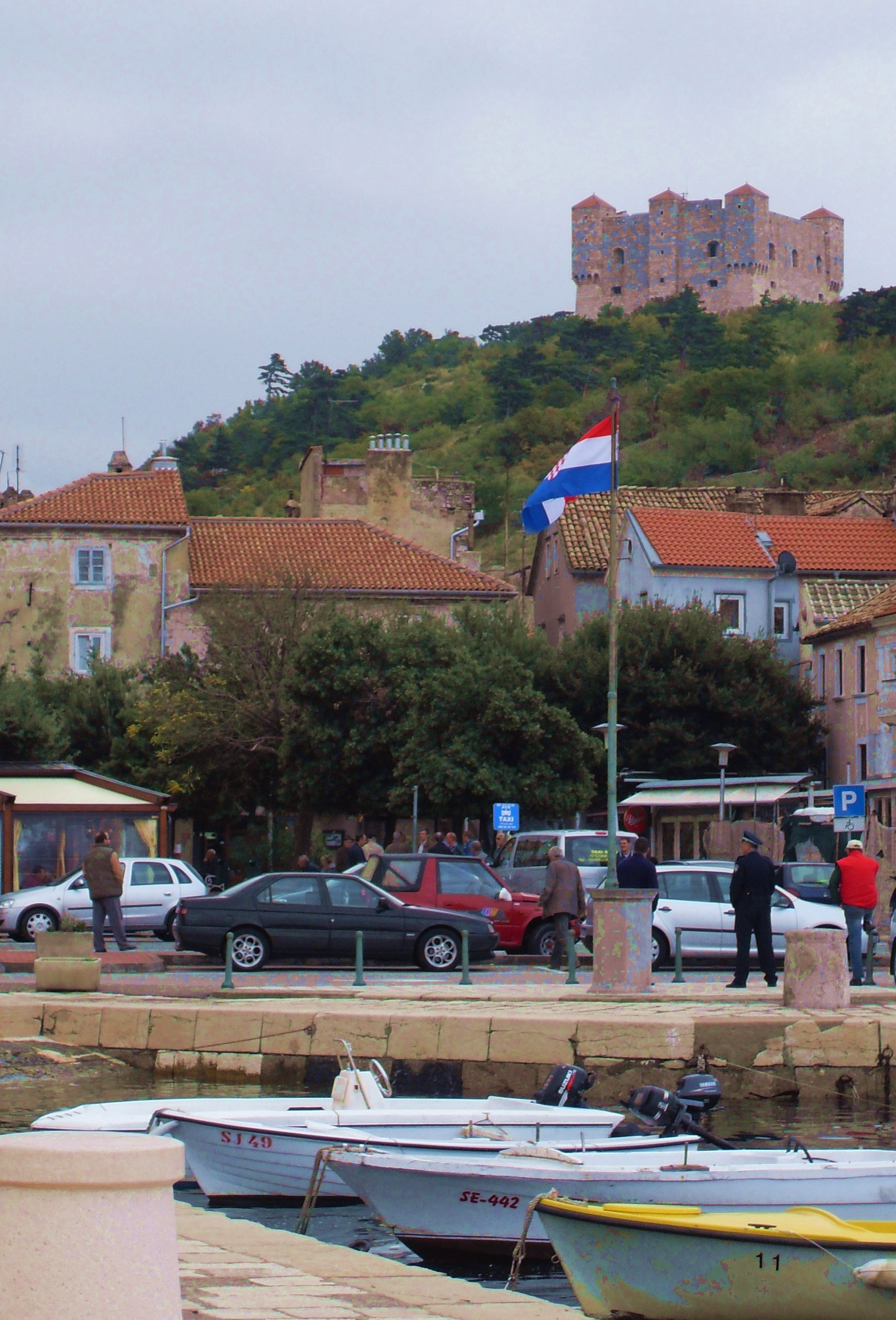
Zielort Senj mit der Festung Nehaj